# Estudiantes de Murcia Club de fútbol
Nueva Vanguardia Estudiantes de Murcia Club de Fútbol, conocido como Estudiantes de Murcia, fue un equipo de fútbol español localizado en Murcia. Fundado en 2016, era el equipo filial (deporte) del FC Jumilla. Militó toda su existencia en Tercera División - Grupo 13 y disputaba los partidos como local en el Polideportivo Municipal Ángel Sornichero, con una capacidad de 400 espectadores. Desapareció en 2019.

## Historia
Los orígenes del Estudiantes remontan a 1964, con la fundación del Nueva Vanguardia CF (un club principalmente dedicado a las categorías juveniles), el cual se fusionó con el Espinardo Atlético (fundado en 2013 y jugando la temporada bajo el nombre de Deportivo de Murcia CF) en agosto de 2015, para convertirse en el  CF Espinardo Atlético Nueva Vanguardia. Ambos clubes fueron absorbidos por el Club Edeco PMD Fortuna, tomando su plaza en Tercera División, 
En julio de 2016, el club provenía como el equipo de reserva del FC Jumilla, siendo rebautizado a Nueva Vanguardia Estudiantes de Club de Murcia de Fútbol. En el año siguiente, el nombre del club fue cambiado a Estudiantes CF y finalizó su afiliado con Jumilla, pero cuando el acuerdo fue restablecido en junio de 2018, el club volvió a tener su nombre anterior.
Al igual que el primer equipo, desapareció al término de la temporada 18/19.

## Club
Espinardo Atlético - (2013–2015) → ↓
Club de Fútbol Espinardo Atlético Nueva Vanguardia - (2015–2016) →↓
Nueva Vanguardia Estudiantes de Murcia Club de Fútbol - (2016–present)
Club de Fútbol Nueva Vanguardia - (1964–2015) → ↑
Club Edeco PMD Fortuna - (1987–2015) 0→ ↑

## Temporadas

### CF Nueva Vanguardia
| Temporada | Categoría | División   | Posición | Copa del Rey |
| --------- | --------- | ---------- | -------- | ------------ |
| 1992/93   | 5         | Reg. Pref. | 16.º     |              |
| 1993/94   | 5         | Reg. Pref. | 14.º     |              |
| 1994/95   | 5         | Reg. Pref. | 17.º     |              |
| 1995–2002 | DNP       | DNP        | DNP      |              |
| 2002/03   | 6         | 1.ª Reg.   | 2.º      |              |
| 2003/04   | 5         | Reg. Pref. | 15.º     |              |
| 2004/05   | DNP       | DNP        | DNP      |              |
| 2005/06   | 5         | Reg. Pref. | 8.º      |              |
| 2006/07   | 5         | Reg. Pref. | 20.º     |              |
| 2007/08   | 6         | 1.ª Aut.   | 5.º      |              |

### Edeco PMD Fortuna
| Temporada | Categoría | División   | Posición | Copa del Rey |
| --------- | --------- | ---------- | -------- | ------------ |
| 1999/00   | 5         | Reg. Pref. | 9.º      |              |
| 2000/01   | 6         | 1.ª Reg.   | 12.º     |              |
| 2001/02   | 6         | 1.ª Reg.   | 9.º      |              |
| 2002/03   | 6         | 1.ª Reg.   | 6.º      |              |
| 2003/04   | 5         | Reg. Pref. | 17.º     |              |
| 2004/05   | 5         | Reg. Pref. | 16.º     |              |
| 2005/06   | 5         | Reg. Pref. | 11.º     |              |
| 2006/07   | 5         | Reg. Pref. | 8.º      |              |

| Temporada | Categoría | División   | Posición | Copa del Rey |
| --------- | --------- | ---------- | -------- | ------------ |
| 2007/08   | 5         | Reg. Pref. | 8.º      |              |
| 2008/09   | 5         | Reg. Pref. | 2.º      |              |
| 2009/10   | 4         | 3.ª        | 12.º     |              |
| 2010/11   | 4         | 3.ª        | 11.º     |              |
| 2011/12   | 4         | 3.ª        | 14.º     |              |
| 2012/13   | 4         | 3.ª        | 15.º     |              |
| 2013/14   | 4         | 3.ª        | 14.º     |              |
| 2014/15   | 4         | 3.ª        | 14.º     |              |

- 6 temporadas en Tercera División

### Espinardo Atlético
| Temporada | Categoría | División | Posición | Copa del Rey |
| --------- | --------- | -------- | -------- | ------------ |
| 2013/14   | 7         | 2.ª Aut. | 7.º      |              |
| 2014/15   | 6         | 1.ª Aut. | 9.º      |              |
| 2015/16   | 4         | 3.ª      | 11.º     |              |

- 1 temporada en Tercera División

### Estudiantes de Murcia Cf
| Temporada | Categoría | División | Posición |
| --------- | --------- | -------- | -------- |
| 2016/17   | 4         | 3.ª      | 9.º      |
| 2018/19   | 4         | 3.ª      | 20.º     |

| Temporada | Categoría | División | Posición | Copa del Rey |
| --------- | --------- | -------- | -------- | ------------ |
| 2017/18   | 4         | 3.ª      | 9.º      |              |

- 3 temporadas en Tercera División